# Koninklijk Instituut voor het Kunstpatrimonium

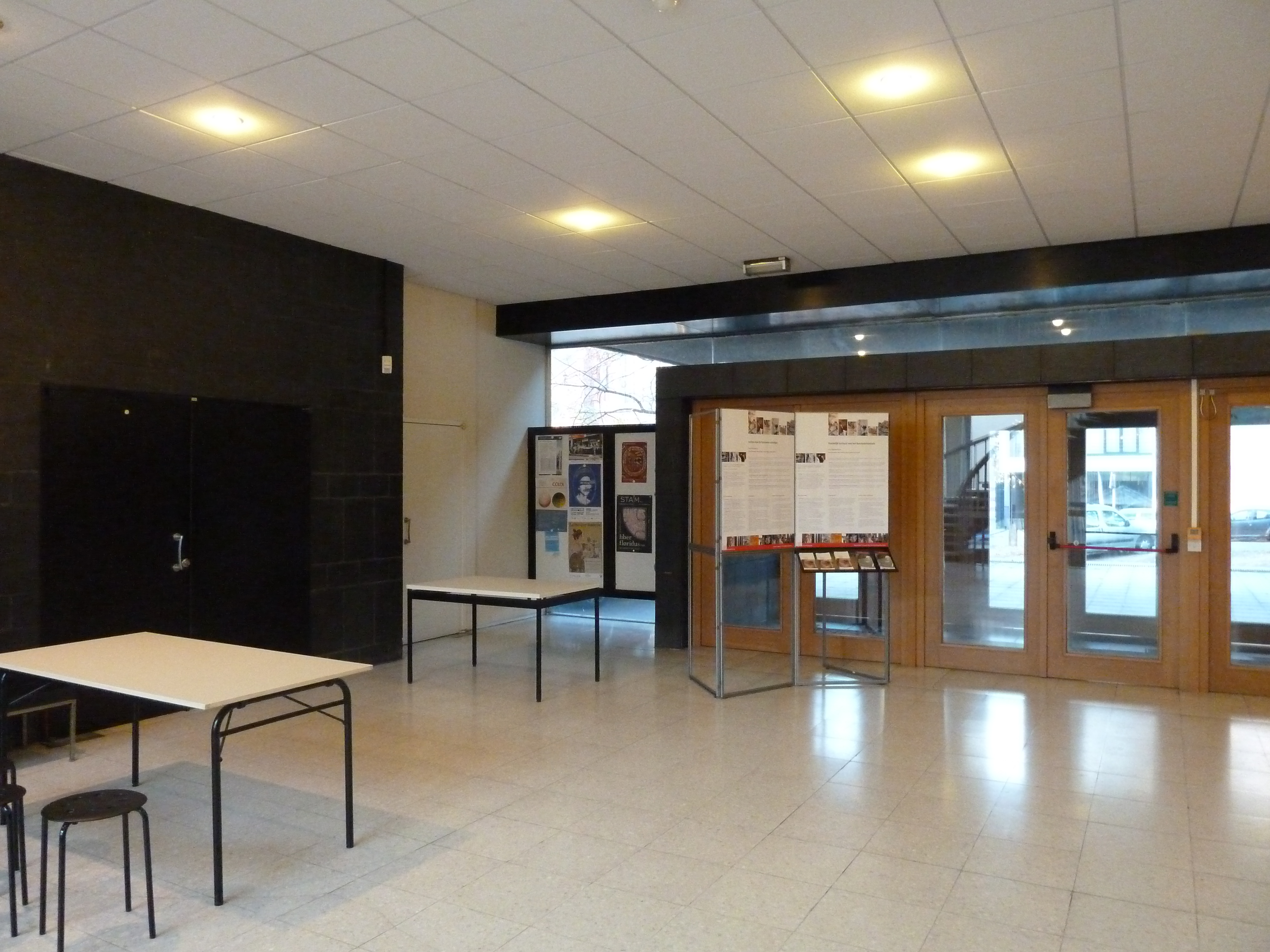
De hal van het gebouw

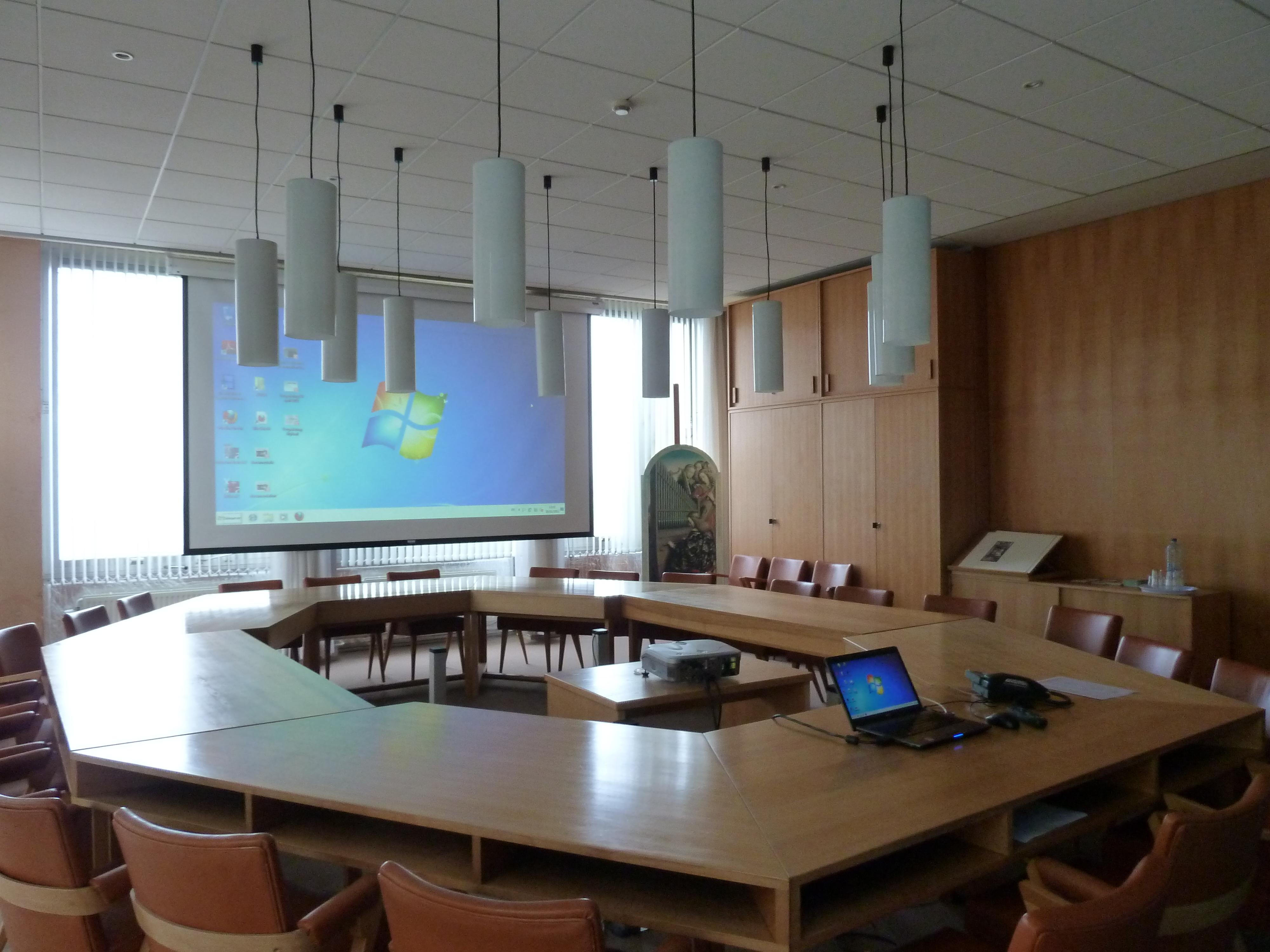
Vergaderruimte in 2012

Embleem

Het Koninklijk Instituut voor het Kunstpatrimonium (KIK) is een Belgische Federale Wetenschappelijke Instelling die ressorteert onder het Federaal Wetenschapsbeleid, en werd in 1948 opgericht met de bedoeling het artistieke en culturele erfgoed van België te bestuderen en te conserveren.
De Franstalige benaming is Institut royal du patrimoine artistique (IRPA) en de Engelse Royal Institute for Cultural Heritage. Het is gevestigd in het Jubelpark in Brussel.

## Realisaties en projecten
Op de officiële website staan verschillende glansprojecten van het Koninklijk Instituut voor het Kunstpatrimonium.
Een kort overzicht:
- ArtGarden: Onderzoek Besloten Hofjes en preventieve conservering van Mixed-Media objecten.
- De Dulle Griet haar échte leeftijd. De Dulle Griet van Pieter Bruegel de Oude is het uithangbord van het Museum Mayer van den Bergh in Antwerpen.
- Closer to Van Eyck in 100 miljard pixels. Het Lam Gods was nog nooit zo dichtbij.
- Zelfportret Rubens onder de loep. Het zelfportret van Rubens valt te bewonderen in het Rubenshuis, de plek waar de Antwerpse meester destijds zijn atelier had. In 2017 kreeg het KIK de opdracht om het zelfportret te restaureren en te conserveren. Een hele eer, én een flinke uitdaging.

## Missie en visie
Het KIK is een federale non-profitinstelling die zorg draagt voor het Belgisch erfgoed: kunst, gebouwen en betekenisvolle objecten uit ons verleden. Deze prachtige én onvervangbare creaties belichamen onze gedeelde geschiedenis en dragen onze identiteit als samenleving. Daarom geloven we bij het KIK dat kunst de emotie is die ons allemaal verbindt.
Het KIK vervult de volgende taken voor het Belgisch erfgoed:
- Inventarisatie: opmaken van een fotografische inventaris
- Studie: uitvoeren van expertises en wetenschappelijke analyses
- Conservatie en restauratie: verzekeren van een goede staat van bewaring, materieel en visueel
- Valorisatie: valoriseren en verspreiden van het geheel van wetenschappelijke, fotografische en technische documentatie, data en know-how

Deze opdracht wordt concreet vormgegeven:
- door het samenstellen van een inventaris van de werken op fotografische of numerieke drager;
- door het beheer van de documentaire, wetenschappelijke en technische gegevens in verband met het kunstpatrimonium;
- door de valorisatie en de verspreiding op nationaal en internationaal vlak van de wetenschappelijke gegevens;
- door onderzoek over de Belgische kunst, de materialen en technieken gebruikt in de kunst en de kunstnijverheden;
- door de controle op en de ontwikkeling van conserveringsmaterialen en -technieken;
- door het behoud en de behandeling van het bezit en door de ondersteuning van initiatieven die in dit verband genomen worden;
- door de actieve deelname aan nationale en internationale wetenschappelijke projecten en bijeenkomsten.

## De kunst van erfgoed: een uniek model voor de beste zorg
De werking van het KIK steunt op 6 pijlers, die samen een bijzondere meerwaarde scheppen.
1. Interdisciplinariteit
2. Expertise
3. Spitstechnologie
4. Brede samenwerking
5. Documentatie
6. Kennisdeling & educatie

## Geschiedenis
Van 1900 tot 1945: ontstaan van het instituut in de schoot van de Koninklijke Musea voor Kunst en Geschiedenis
De geschiedenis van het Koninklijk Instituut voor het Kunstpatrimonium vangt aan in 1900, het jaar waarin de Koninklijke Musea voor Kunst en Geschiedenis een fotografisch atelier oprichten. Twintig jaar later wordt dit opgenomen in de nieuwe Dienst voor Belgische Documentatie: de voorloper van de fototheek van het KIK is geboren. Alles komt in een stroomversnelling in 1934. Jean Capart, hoofdconservator van de Koninklijke Musea voor Kunst en Geschiedenis, stelt Paul Coremans aan als hoofd van de Dienst voor Belgische Documentatie en vraagt hem een Laboratorium voor Fysisch en Chemisch onderzoek op te richten.
Als reactie op de Duitse overheersing en vanwege de vernielingen aangericht door de gevechten tijdens de Tweede Wereldoorlog, vragen Stan Leurs (professor aan de Universiteit van Gent en adviseur-generaal voor het Behoud van Monumenten op het Commissariaat Generaal voor 's Lands Wederopbouw) en Jozelf Muls (directeur-generaal van Schone Kunsten) aan de Koninklijke Musea voor Kunst en Geschiedenis om een fotografische inventaris op te stellen van het Belgisch kunstpatrimonium. Tussen 1941 en 1945 worden er zo'n 160 000 opnamen verwezenlijkt. Na de oorlog kunnen deze foto's helpen bij het herstellen van beschadigd erfgoed, en in bepaalde gevallen zijn ze zelfs de enige getuigen van vernietigde kunstwerken.
Van 1946 tot 1965: het instituut krijgt structuur en nieuwe huisvesting
Na de oorlog wordt met een Besluit van de Regent van 24 juni 1948 het Centraal Iconografisch Archief van Nationale Kunst en Centraal Laboratorium der Belgische Musea (ACL) opgericht. Deze nieuwe instelling die losstaat van de Koninklijke Musea voor Kunst en Geschiedenis, legt zich officieel toe op de inventarisatie, de wetenschappelijke studie en de conservatie van kunstwerken, en dit voor het hele land.
In hetzelfde jaar worden het onderzoek en de behandeling van de Triptiek van het Heilig Sacrament van Dirk Bouts aan het ACL toevertrouwd, een opdracht die niet zonder gevolgen is voor onze toekomst. Voor de eerste keer werkt de Belgische restaurateur Albert Philippot (de schoonzoon van Jef Van der Veken) samen met het instituut. Hij zal een grote invloed hebben op de ontwikkeling van onze restauratie-ethiek.
In 1950 neemt het ACL de behandeling van het Lam Gods van de gebroeders Van Eyck (Gent, Sint-Baafskathedraal) op zich, die zich hoofdzakelijk beperkt tot de conservatie. Een internationale commissie van specialisten beslist immers om de ingreep tot het minimum te beperken en zo de historische authenticiteit en de esthetiek van het werk te respecteren. Deze aanpak is nieuw in deze tijd. "En approfondissant son passé, en soupesant son avenir, nous avons vécu, heure par heure, pendant douze longs mois, en étroit contact d'esprit et de cœur avec un des plus grands chefs-d'œuvre du monde. Objet de notre attention et de nos préoccupations de tous les jours, l'Agneau mystique est devenu le maître incontesté de notre vie", schrijft Paul Coremans in de bezoekersgids van de tentoonstelling in het Brusselse Paleis voor Schone Kunsten in 1951. In 1953 wordt L'Agneau mystique au laboratoire uitgebracht: de eerste publicatie ter wereld die zo diepgaand het wetenschappelijk onderzoek en de behandeling van een dergelijk meesterwerk beschrijft.
In 1952-1953 wordt het Sint-Remaclusschrijn van 1220-1268 (Stavelot, Sint-Sebastiaanskerk) aan de laboratoria toevertrouwd. Nadien vindt nog meer kostbaar edelsmeedwerk de weg naar onze ateliers.
Het Koninklijk Besluit van 17 augustus 1957 maakt van het ACL het Koninklijk Instituut voor het Kunstpatrimonium, een van de tien federale wetenschappelijke instellingen. De multidisciplinaire aanpak die van bij aanvang werd verdedigd door Paul Coremans, wordt uiteindelijk erkend. Kunsthistorici, fotografen, chemici, fysici en restaurateurs worden verenigd met een gemeenschappelijke opdracht: de inventarisatie, studie en conservatie van het artistieke patrimonium van het land. Zoals Paul Coremans zegt: "Les éléments d'appréciation d'ordre esthétique, historique, scientifique et technique, constituent autant d'aspects d'un même problème. Tous revêtent à nos yeux une importance égale et doivent contribuer, dans la même mesure, au succès final" (Traitement de l'Agneau mystique. Guide du visiteur (tentoonstelling georganiseerd door het Ministerie van Openbaar Onderwijs, Brussel, Paleis voor Schone Kunsten, 1951). Een jaar later verschijnt het eerste Bulletin.
In 1958 wordt de Gerechtigheid van keizer Otto van Dirk Bouts (Brussel, Koninklijke Musea voor Schone Kunsten) in het KIK behandeld. Twee jaar later volgt Peter Paul Rubens' Kruisafneming (Antwerpen, Kathedraal).
Het instituut verhuist in 1962 naar een nieuw gebouw ontworpen door architect Charles Rimanque en volgens het technisch concept van René Sneyers. Dit gebouw is het eerste ter wereld dat speciaal werd ontworpen om er alle disciplines die met de conservatie van het artistiek patrimonium te maken hebben, in onder te brengen. Onlangs werden bepaalde delen van het gebouw geklasseerd. Het meubilair van de bureaus, de ateliers en laboratoria werd ontworpen door architect Stephane Jasinski, in samenwerking met het personeel van het instituut. De Kortrijkse firma Decoene stond in voor de realisatie.
Van 1966 tot 1979: fotografische campagne die leidt tot het Repertorium
Het Tweede Vaticaans Concilie brengt liturgische veranderingen met zich mee waardoor een gedeelte van het kerkelijk meubilair verloren dreigt te gaan. Daarom geven de ministers van Cultuur, Pierre Wigny en Renaat van Elslande, het KIK de opdracht een Fotorepertorium van het meubilair van de Belgische bedehuizen op te stellen. Bij de inventarisatie van alle werken met een artistieke, historische, archeologische of folkloristische waarde in de 222 kantons van het land, worden zo'n 250 000 opnamen gemaakt. Dit werk wordt in 1972 aangevangen en neemt een tiental jaren in beslag.
Van 1967 tot 1970 is het Reliekschrijn van Onze Lieve Vrouw (Hoei, Collegiale kerk Onze Lieve Vrouw) in behandeling in het KIK, evenals de Aanbidding van de Koningen van Pieter Bruegel de Oude (Brussel, Koninklijke Musea voor Schone Kunsten). Dit is een werk op canvas wat eerder uitzonderlijk is voor die periode.
Dankzij de kleine monsters die men mag nemen van draden op de achterzijde van de wandtapijten van de stad Doornik, ontwikkelt zich geleidelijk het onderzoek naar natuurlijke kleurstoffen, tot in 1969 het atelier voor de conservatie van textiel in het KIK wordt opgericht.
Van 1980 tot 1989: federalisering en gescheiden beheer
In de jaren 80 doet men in de laboratoria systematisch onderzoek naar de versteviging van steenachtige materialen, hun bescherming tegen zure regen, het gebruik van waterafstotende middelen en reinigingsmethoden. Ook wordt de methode van radiokoolstofdatering verder ontwikkeld en verfijnd.
In 1982 wordt het Sint-Columbaretabel (16de eeuw, Sint-Columbakerk in Deerlijk) overgebracht naar het KIK. Van 1986 tot 1988 vindt de restauratie plaats.
In 1983 voert Jan Wouters een diepgaand onderzoek naar de conservatie van leder en perkament. Nieuwe onderzoeksdomeinen worden verkend en het atelier voor leder en perkament krijgt geleidelijk aan vorm.
Het Koninklijk Besluit van 31 december 1986 brengt de nationale wetenschappelijke instellingen waarvan het KIK er één is, onder bij de Staatsdiensten met Gescheiden Beheer onder de bevoegdheid van de twee ministers van Nationale Opvoeding.
Van 1986 tot 1989 voert het KIK de restauratie uit van het 14de-eeuwse zogenoemde Bethlehem-portaal van de collegiale kerk in Hoei.
Tussen 1987 en 1991 is de negende-eeuwse verluchte Codex Eyckensis (Maaseik, Sint-Catharinakerk) in behandeling, in 1988 de Car d'Or (processiewagen) uit Mons (Collegiale kerk Sint-Waldetrudis) en van 1989 tot 1993 de relieken van de Heiligen Harlinde en Relinde (9de eeuw) uit Maaseik (Sint-Catharinakerk). Van 1989 tot 1994 restaureert het KIK het Chinees Paviljoen te Laken. In diezelfde periode wordt in het instituut ook de Kruisoprichting van P.P. Rubens (Antwerpen, kathedraal) behandeld.
Van 1989 tot 1998: begin van de automatisering van het fotoarchief
In 1989 begint men met de automatisering van het fotoarchief. En in 1995 wordt de volgende stap gezet: de digitalisering van de foto's.
Het Fonds voor het Roerend Patrimonium van de Koning Boudewijnstichting staat in voor de tussenkomst in noodsituaties. In het kader daarvan lanceert het in 1991 een reeks campagnes rond restauratie. Het KIK neemt deel aan de operatie "S.O.S. Grote Doeken", waarbij twee doeken worden behandeld: de Golgotha van Anthony van Dyck (Gent, Sint-Michielskerk) en het Vagevuur van Rubens (Doornik, kathedraal).
Tussen 1991 en 1993 worden de muurschilderingen van de Antwerpse kathedraal gerestaureerd.
In 1992 stappen de laboratoria in de onderzoeksprogramma's gefinancierd door de Europese Unie (STEP, ENVIRONMENT, HARDROCK, ENVIART, MAP, SCOST...).
In 1993-1994 zet het Fonds voor het Roerend Patrimonium een tweede campagne van dringende restauratie op touw, "S.O.S. Wandtapijten". Deze keer kan het KIK het Oordeel van Salomon, een 16de-eeuws Brussels tapijt dat eigendom is van de stad Roeselare, restaureren.
Het zuidportaal van de basiliek van Halle wordt in 1993 door het instituut behandeld.
In 1994 worden de wetenschappelijke en culturele instellingen zoals het KIK ondergebracht bij de Diensten van de Eerste Minister: de Federale Diensten voor Wetenschappelijke, Technische en Culturele Aangelegenheden (DWTC), onder de voogdij van de minister van Wetenschapsbeleid.
Na de prestigieuze tentoonstelling van achttien 16de-eeuwse, Antwerpse retabels in de kathedraal van Antwerpen in 1993, restaureert het KIK het Passieretabel van Opitter (Sint-Trudokerk).
In 1994-1995 lanceert het Fonds voor het Roerend Patrimonium een derde operatie voor dringende restauratie, gewijd aan gepolychromeerd beeldhouwwerk: "S.O.S. Polychromieën". Veertien sculpturen worden in het KIK onderzocht en behandeld.
In 1995-1996 bekommert de operatie "S.O.S. Oude Schilderijen" zich om schilderijen op paneel. Het KIK mag het meesterwerk van Jean Fouquet, de Madonna met Kind van Étienne Chevalier (Antwerpen, Koninklijk Museum voor Schone Kunsten) restaureren.
In 1995 wordt beslist de collecties van het OCMW en van de abdijen te inventariseren. Ook wordt er overgegaan tot kleurenfotografie; de belangrijkste kunstwerken van het land worden in kleur gefotografeerd.
In 1996 behandelt het KIK de 12de-eeuwse muurschilderingen die het Hemelse Jeruzalem en het Leven van de Heilige Margareta voorstellen in de kathedraal van Doornik. Andere werken die voor behandeling aan het KIK worden toevertrouwd, zijn Dirk Bouts' Triptiek van het Heilig Sacrament (Leuven, Sint-Pieterskerk), het triomfkruis van Jan Borreman en het doksaal in dezelfde Leuvense kerk, evenals het Sint-Mengoldusschrijn uit Hoei (collegiale kerk).
1998-2008 : Van vijftig naar zestig jaar...
In 1998 viert het KIK zijn vijftigjarig bestaan met een reeks evenementen in de maand mei: de Opendeurdagen en de Themadagen gewijd aan de conservatie-restauratie van het artistiek patrimonium.
In datzelfde jaar worden het veelluik van de Dood en Verrijzenis van Maria van Bernard van Orley (Brussel, OCMW-collectie), een tapijt uit Delft, het Hemelse Jeruzalem uit de kathedraal van Doornik en het Sint-Annaretabel uit de Brugse Sint-Salvatorkerk door het KIK behandeld.
In 1999 lokken de Opendeurdagen, die kaderen in de Open Monumentendagen, wel 3180 bezoekers naar het KIK. Dit wordt jaarlijks overgedaan.
Ook start het instituut met de automatisering van de laboratoria-conservatie dossiers en van de boeken en tijdschriften in de bibliotheek.
In hetzelfde jaar wordt de Retabelroute voorbereid in het kader van Brussel 2000. Daarvoor neemt het instituut de studie en behandeling van een aantal retabels op zich, waaronder het Mariaretabel (15de eeuw, Ham-sur-Heure), het Sint-Adrianusretabel (1500, Sint-Adrianuskerk in Elsene) en het Passieretabel (15de eeuw, Sint-Salvatorkathedraal in Brugge). Aan het Passieretabel van Oplinter (16de eeuw, Koninklijke Musea voor Kunst en Geschiedenis) wordt het eerste volume van de Scientia Artis-reeks gewijd.
Naar aanleiding van de restauratie van de Brusselse Sint-Michiels- en Sint-Goedelekathedraal worden ook een aantal andere objecten behandeld, zoals de glasramen en de kunstwerken uit de kathedraal (edelsmeedwerk, liturgische ornamenten, sculpturen, schilderijen, enz.). Het tweede deel van de Scientia Artis'-reeks verschijnt in 2005 en gaat over de glasramen van de kathedraal.
De brand in de Sint-Jan-de-Doperkerk van het Brusselse Begijnhof brengt in 2000 een groot aantal restauraties met zich mee. Verder worden in het schilderijenatelier onder andere Jan van Eycks Madonna bij de Fontein en Poussins Dood van Maria onder handen genomen. Het departement Documentatie organiseert het eerste Kunsthistorisch Seminarie, wat uitgroeit tot een jaarlijkse gewoonte.
In 2001 wordt het project Informatiekruispunt Cultuurpatrimonium (gefinancierd door de DWTC) gelanceerd en verschijnt het portaal Balat (Belgian Art Links and Tools) op het internet, dat gekoppeld is aan de fototheek van het KIK. Daarop vindt men een repertorium van centra en onderzoekers actief op het vlak van kunstgeschiedenis en een reeks biografieën van Belgische kunstenaars (Dictionnaire des Peintres belges).
Zowel vanuit het Vlaamse, Waalse, als het Brussels Hoofdstedelijke Gewest komen er talrijke aanvragen tot restauratie binnen. Onder meer de altaren van de Sint-Jan-de-Doperkerk in Averbode, het Sint-Leonardusretabel uit Zoutleeuw, verschillende interieurelementen uit de Onze-Lieve-Vrouw ten Zavelkerk en de schilderijen van het Museum voor moderne en hedendaagse kunst van Luik worden aan het KIK toevertrouwd.
In 2004 wordt onder andere het grote Antwerpse retabel uit de kerk van Pailhe (Koninklijke Musea voor Schone Kunsten) gerestaureerd.
In het kader van de herdenking van 175 jaar België en 25 jaar Federale Staat in 2005 organiseert het KIK de tentoonstelling Dynastie en Fotografie in de Koninklijke Musea voor Kunst en Geschiedenis.
In januari van hetzelfde jaar wordt met een persconferentie de ontdekking bekendgemaakt van de Magdalena, een belangrijk 15de-eeuws schilderij uit de verzameling Renders dat 'overgerestaureerd' werd door Joseph Van der Veken. Dit leidt tot een tentoonstelling in de Koninklijke Musea voor Schone Kunsten van België gewijd aan dit schilderij en aan de tekeningen en studies van Van der Veken. Hierbij wordt een beknopte catalogus uitgegeven; het vierde volume in de reeks Scientia Artis gaat dieper in op de materie.
In april loopt in Grand-Hornu de tentoonstelling Miroirs du Patrimoine en in september is er de didactische presentatie van de restauratie van een Belgische vlag van 1830 uit Gembloux.
Een groots evenement heeft plaats in 2006: van 21 april tot 6 augustus loopt in het Musée de l'art wallon in Luik de tentoonstelling Lambert Lombard. Daarvoor restaureert het KIK het ensemble van 8 schilderijen van de Deugdzame Vrouwen van deze schilder. De publicatie-catalogus verschijnt als derde volume in de reeks Scientia Artis, en er wordt ook een dvd uitgebracht.
In februari organiseert het departement Documentatie een tentoonstelling en symposium rond de Duitse negatieven van 1917-1918. Ze tonen het belang van de 12.000 opnames die door de bezetter in die periode werden gemaakt.
In maart is Robert Campin het onderwerp van het internationaal colloquium Campin in context in het Maison de la culture in Doornik. Tegelijk is dit het zevende Kunsthistorisch Seminarie van het instituut. De akten van het colloquium worden een jaar later gepubliceerd.
In augustus wordt het tweetalige (Nederlands-Frans) glossarium voor de restaurateur-conservator van beeldhouwwerk uitgebracht.
In het jaar 2007 wordt met een tentoonstelling het driehonderdjarig overlijden van Jean Del Cour (1631-1707) herdacht, een van de belangrijkste beeldhouwers van de barok. In de Sint-Bartholomeuskerk in Luik worden honderddertig sculpturen bijeengebracht, waarvan het KIK er 24 desinfecteert en behandelt.
In september 2007 is de restauratie van de Sedes Sapientiae uit de Sint-Bavokerk van Mere afgerond. Tijdens de bijna twee jaar durende behandeling in het atelier voor gepolychromeerd hout wordt een kwaliteitsvolle polychromie van onder vijf overschilderingen tevoorschijn gehaald. Het terugplaatsen van het beeld gaat gepaard met een didactische tentoonstelling.
In hetzelfde jaar organiseren de onderzoekseenheid Pre- en Protohistorie van de Universiteit van Gent en het laboratorium voor radiokoolstofdatering van het KIK het internationale colloquium Chronology and evolution in the Mesolithic of N(W) Europe. Twee thema's staan centraal: de recente vooruitgang in de absolute datering in het Mesolithicum en de evolutionaire tendensen in dat tijdperk.
Een belangrijke gebeurtenis in november 2007 is de verhuis van de fototheek van het KIK. Het fotoarchief krijgt een plaats in de kelder en wordt daar bewaard in optimale omstandigheden. Hierdoor kan de bibliotheek naar de eerste verdieping verhuizen, waar er meer plaats is dan in het huidige lokaal op de derde verdieping.
In 2008 vierde het KIK zijn zestigjarig bestaan. Op deze verjaardag wordt het vierde deel van de Scientia Artis-reeks uitgebracht over de Belgische restaurateur Joseph Van der Veken. Ook werd een geheel nieuwe website gelanceerd.

## Organisatie
Het Koninklijk Instituut voor het Kunstpatrimonium (KIK) is een Federale Wetenschappelijke Instelling onder voogdij van het Federaal Wetenschapsbeleid. Op financieel en materieel vlak geniet het de status van staatsdienst met afzonderlijk beheer. Het mandaat van algemeen directeur Myriam Serck-Dewaide eindigde in april 2011.
De huidige algemeen directeur a.i. is Hilde De Clercq.
Het KIK telt drie departementen :
- Documentatie
- Laboratoria
- Conservatie-restauratie

Deze drie departementen verenigen kunsthistorici, fotografen, chemici, fysici en conservatoren-restaurateurs. Door de confrontatie van hun bevindingen kunnen relevante gegevens worden samengebracht en werken vanuit verschillende invalshoeken worden bestudeerd : hun samenstelling, evolutie, de veroudering van de gebruikte materialen en de middelen om dit tegen te gaan. Elke restauratiebehandeling is gebaseerd op een dergelijke diepgaande voorstudie.

## Realisaties en projecten
Recente projecten zijn onder meer de restauratie van muur- en plafondschilderingen in de Onze-Lieve-Vrouwekathedraal van Antwerpen, de restauratie van de reeks "Deugdzame vrouwen" van Lambert Lombard, de beeldhouwwerken van Jean Delcour, de beeldhouwwerken van de Meester van Elsloo, wetenschappelijk onderzoek naar de huidige toestand van Het Lam Gods, enzovoort. Hier wordt ook het Tramerie-getijdenboek bewaard.

## Samenwerking met internationale organisaties
Het Koninklijk Instituut voor het Kunstpatrimonium werkt nauw samen met verschillende internationale organisaties.
Organisaties waar het KIK lid van is, zijn onder meer:
- International Council of Musea - Commitee on Conversation (ICOM-CC)
- Internation Centre for the Study of the Preservation and Restoration of Cultural Property (ICCROM)
- ICOMOS

## Cultuur
- 2023: Een Hart voor Erfgoed, een film van Nina Degraeve